# Оь
Оь, оь — кириллический диграф, применяемый в ногайской, кумыкской, чеченской и лакской письменностях.

## Использование
В ногайском языке обозначает огублённый гласный переднего ряда средне-нижнего подъёма ([œ]). В чеченском и кумыкском языках обозначает огублённый гласный переднего ряда средне-верхнего подъёма ([ø]), сходный с произношением буквы Ё после согласных в русском языке. Данный звук встречается в чеченском языке в том числе и в начале слова, что не позволяет использовать для этих целей букву Ё, которая в таких случаях является йотированной парой буквы О.
Пример: оьргаш — клубки. Форма единственного числа — уьйриг, где используется уже диграф Уь.